# QVGA
QVGA即「Quarter VGA」。顾名思义即VGA的四分之一尺寸，亦即在液晶屏幕（LCD）上输出的分辨率是240×320像素。QVGA支持屏幕旋转，可以开发出相应的程序，以显示旋转90°、180°、270°屏幕位置。由HandEra公司发布。多用于手持／移动设备。